# Mesothen desperata
Mesothen desperata là một loài bướm đêm thuộc phân họ Arctiinae, họ Erebidae.